# Giovanni Paolo Oliva

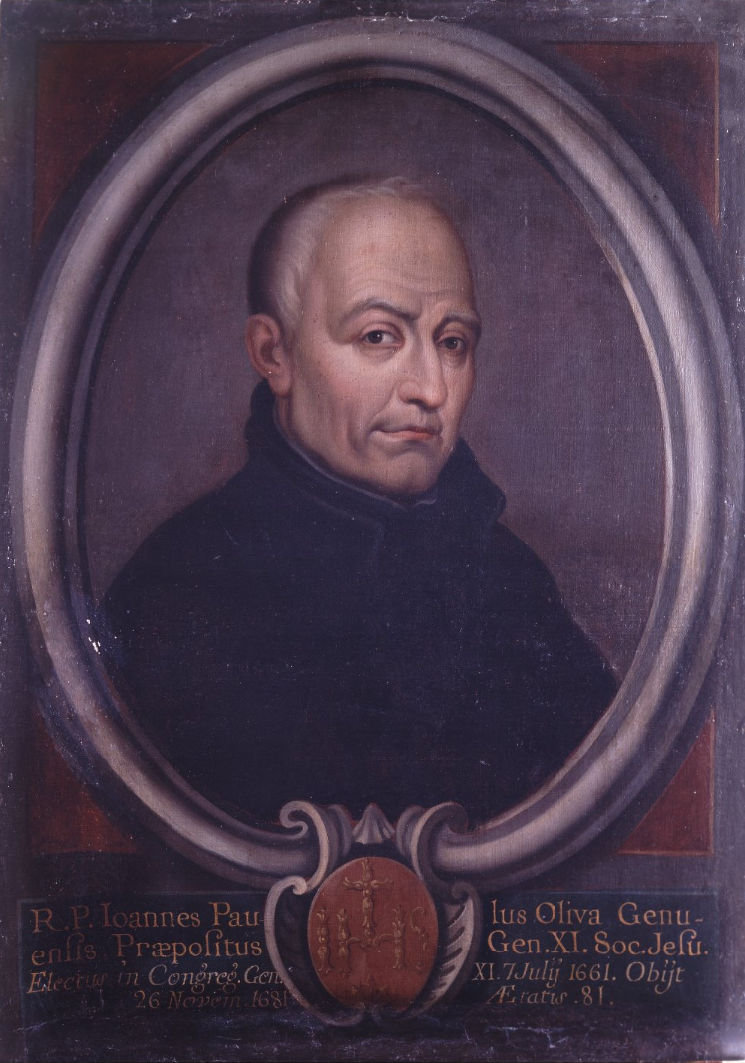
Gian Paolo Oliva

Giovanni Paolo Oliva (* 4. Oktober 1600 in Genua; † 26. November 1681 in Rom) war der 11. General der Societas Jesu.

## Leben
Mit 16 Jahren trat Oliva in die Societas Jesu ein. Nach seiner Ausbildung wirkte er lange Jahre als Dozent in Rom. Der Höhepunkt seiner Lehrtätigkeit war die Ernennung zum Rektor des Collegium Germanicum-Hungaricum in Rom.
Am 7. Juni 1661 wurde er zum Generalvikar des Ordens mit Recht auf Nachfolge (vicarius perpetuus cum iure succedendi) berufen. Dies bedeutete, dass Oliva noch am Todestag von Goswin Nickel zum nächsten General des Ordens ausgerufen wurde. Am 31. Juli 1664 geschah es dann auch wie geplant.
Oliva wirkte unter den Päpsten Innozenz X., Alexander VII., Clemens IX. und Innozenz XI. als apostolischer Kanzelredner. Während seiner gesamten Amtszeit versuchte Oliva den Einfluss des Adels (besonders aus Frankreich) auf den Orden einzudämmen.
Im Quietistenstreit lobten ihn alle Beteiligten als besonnenen ausgleichenden Vermittler. Den Beichtvater des französischen Königs, François d’Aix de Lachaise, verteidigte er persönlich gegenüber Papst Innozenz XI.
Im Alter von 81 Jahren starb Gian Paolo Oliva am 26. November 1681 in Rom. Sein Nachfolger wurde Charles de Noyelle.

## Werke
- Prediche dette nel Palazzo Apostolico, Rom, 1659–1674 (3 Bde.)